# Zoran Thaler
Zoran Thaler (Kranj, 21 januari 1962) is een Sloveens politicus, een voormalig minister van Buitenlandse Zaken en lid van het Europees Parlement. In 2011 gaf hij zijn parlementszetel op na beschuldigingen van corruptie.
Thaler studeerde aan de Universiteit van Ljubljana en was toen lid van de voorloper van de Liberale Democratie van Slovenië. Voor deze partij kwam hij in 1990 in het parlement van Slovenië, dat toen nog deel uitmaakte van Joegoslavië. Hij was plaatsvervangend minister van Buitenlandse Zaken en in de periode 1995-1997 met een onderbreking minister van Buitenlandse Zaken van Slovenië. Tussen 2004 en 2006 was hij baas bij Si.mobil. In 2009 stond hij bij de verkiezingen voor het Europees Parlement bovenaan de lijst van de Sociaaldemocraten, hoewel hij geen lid was, en kwam zo in het parlement.
In maart 2011 kwam de Britse krant met het nieuws dat Thaler en twee andere parlementsleden (Ernst Strasser en Adrian Severin) bereid waren voor 100.000 euro wetgeving te beïnvloeden. De krant kwam met de beschuldigingen na een sting-operatie, waarbij video-opnames zijn gemaakt. Op 21 maart trad hij af om een onderzoek naar deze 'poging tot zwartmaken' mogelijk te maken'. Eerder was Ernst Strasser al opgestapt.